# مصطفى محمد نجار
مصطفى محمد نجار (بالفارسية: مصطفى محمدنجّار) (من مواليد 2 ديسمبر 1956) هو سياسي إيراني وجنرال لواء متقاعد في حرس الثورة الإسلامية. شغل منصب وزير الداخلية الإيراني في الفترة من 2009 إلى 2013  ووزير الدفاع في الحكومة الأولى لمحمود أحمدي نجاد من عام 2005 إلى عام 2009. هو أيضا من قدامى المحاربين في الحرس الثوري الإيراني.

## حياة مبكرة
ولد النجار في 2 ديسمبر 1956 في طهران من عرقية أذربيجانية من بوستان آباد. تخرج محمد نجار من جامعة نصير الدين الطوسي للتكنولوجيا في عام 1977 ويحمل شهادة البكالوريوس في الهندسة الميكانيكية من جامعة نفس الجامعة (1984) ودرجة الماجستير في الإدارة الاستراتيجية من جامعة الإدارة الصناعية (2004).

## مهنة عسكرية
انضم نجار إلى حرس الثورة الإسلامية عندما تأسس في عام 1979، حيث كان مسؤولاً عن إدارة الشرق الأوسط، مع إسرائيل ولبنان والخليج الفارسي كأماكن ذات أهمية خاصة. خدم نجار في لبنان كقائد لـلحرس الثوري.
تشمل المناصب السابقة ما يلي:
- ضابط أركان في قيادة القيادة المركزية في الحرس الثوري الإيراني المسؤول عن شؤون إقليم سيستان وبلوتشستان.
- مدير التعاونيات في الحرس الثوري الإسلامي في عام 1981.
- قائم بأعمال قائد وحدة دعم الأسلحة في وزارة شؤون الحرس الثوري الإيراني ومسؤول عن المعدات والمساعدات الفنية الصناعية في صناعات «حديد».
- نائب رئيس قسم التسلح في منظمة الصناعات العسكرية (MIO) من 1986 إلى 2007.
- رئيس المجلس التنفيذي لمجموعة صناعة الأسلحة في منظمة الصناعات الدفاعية.
- رئيس قسم الذخائر في منظمة الصناعات العسكرية.

كما كان ناشطًا في الخدمة العسكرية في كردستان من 1980 إلى 1985 في الحرب العراقية الإيرانية، وعُين رئيسًا للسعد بواسطة يحيى رحيم صفوي في عام 1995.

## الحياة السياسية
تم تعيين النجار وزيرا للدفاع من قبل محمود أحمدي نجاد في أغسطس 2005 وعرض للبرلمان. حصل على 191 إلى 62 من الأصوات وأصبح وزيراً في 9 أغسطس 2005. كان وزيراً حتى أغسطس / آب 2009، عندما أعيد انتخاب أحمدي نجاد وعين محمد نجار وزيراً للداخلية. حصل على 178 إلى 72 من الأصوات وأصبح الوزير خلفا لصادق محصولي.

## الأنشطة ووجهات النظر
خلال ولایته کوزیر للدفاع، کثیرا ما هاجم نجار القدرات النوویة للغرب ودافع بشدة عن حق إیران فی تطویر برنامجها للطاقة النوویة السلمیة. ووفقاً لفلسفته العسکریة، تلعب القدرات الصاروخیة دوراً هاماً فی الدفاع عن إیران وفی قدراتها العسکریة الکلیة. یعتقد النجار أنها «تخدم مصالح الاستقرار والسلام فی المنطقة» وتشکل جزءاً لا تتجزأ من «قوة الدفاع عن العالم الإسلامی.»
وبحسب نجار (أکتوبر 2007)، فإن «الصواریخ الإیرانیة لا تشکل تهدیدًا لأی دولة، وستقع فقط علی رؤوس أولئک الذین یهاجمون الأراضی الإیرانیة.» وردا علی اختبار صاروخ سجیل أرض-أرض طویل المدی، قال نجار إنه صمم «... من أجل الردع والحفاظ علی استقرار المنطقة.» خلال فترة ولایته، رکز نجار علی استقلال إیران العسکری والتکنولوجی وعلی ضمان أن البلاد لن تعتمد علی تورید أنظمة الأسلحة من الدول الأخری. وقد تم التأکید علی ذلک فی بیانه عند تسلیم عهدة منصبه لخلفه (سبتمبر 2009):